# Allendale (Misuri)
Allendale es una villa ubicada en el condado de Worth en el estado estadounidense de Misuri. En el Censo de 2010 tenía una población de 53 habitantes y una densidad poblacional de 36,03 personas por km².

## Geografía
Allendale se encuentra ubicada en las coordenadas 40°29′7″N 94°17′19″O / 40.48528, -94.28861. Según la Oficina del Censo de los Estados Unidos, Allendale tiene una superficie total de 1.47 km², de la cual 1.47 km² corresponden a tierra firme y (0%) 0 km² es agua.

## Demografía
Según el censo de 2010, había 53 personas residiendo en Allendale. La densidad de población era de 36,03 hab./km². De los 53 habitantes, Allendale estaba compuesto por el 100% blancos, el 0% eran afroamericanos, el 0% eran amerindios, el 0% eran asiáticos, el 0% eran isleños del Pacífico, el 0% eran de otras razas y el 0% pertenecían a dos o más razas. Del total de la población el 0% eran hispanos o latinos de cualquier raza.